# Jesse Ferguson
Jesse Ferguson (* 20. März 1957 in Philadelphia) ist ein ehemaliger US-amerikanischer Profiboxer der 1980er- und 1990er-Jahre.
Ferguson begann seine Profikarriere 1983. In den 1980er Jahren galt er als großes Talent, konnte aber die in ihn gesetzten Erwartungen letztlich nicht erfüllen.
1986 verlor er gegen den erst 19-jährigen Mike Tyson in dessen erstem Kampf, der im Fernsehen übertragen wurde, durch Abbruch in Runde 6.
In seinem einzigen Kampf um einen Weltmeistertitel unterlag er am 22. Mai 1993 bereits in der zweiten Runde gegen Riddick Bowe durch K. o. Auch die meisten anderen Kämpfe gegen namhafte Boxer  wie James Smith, Orlin Norris, Oliver McCall, Bruce Seldon, Michael Dokes, Tony Tubbs, Frank Bruno, Larry Holmes und Hasim Rahman konnte er nicht für sich entscheiden.
Er konnte jedoch gegen zwei spätere Schwergewichtsweltmeister, Buster Douglas und Ray Mercer, je einen Sieg nach Punkten erringen.
Seinen letzten Kampf als Profi bestritt er am 30. Januar 1999 gegen Andrzej Gołota und musste sich auch hier geschlagen geben.